# Robert Colbert

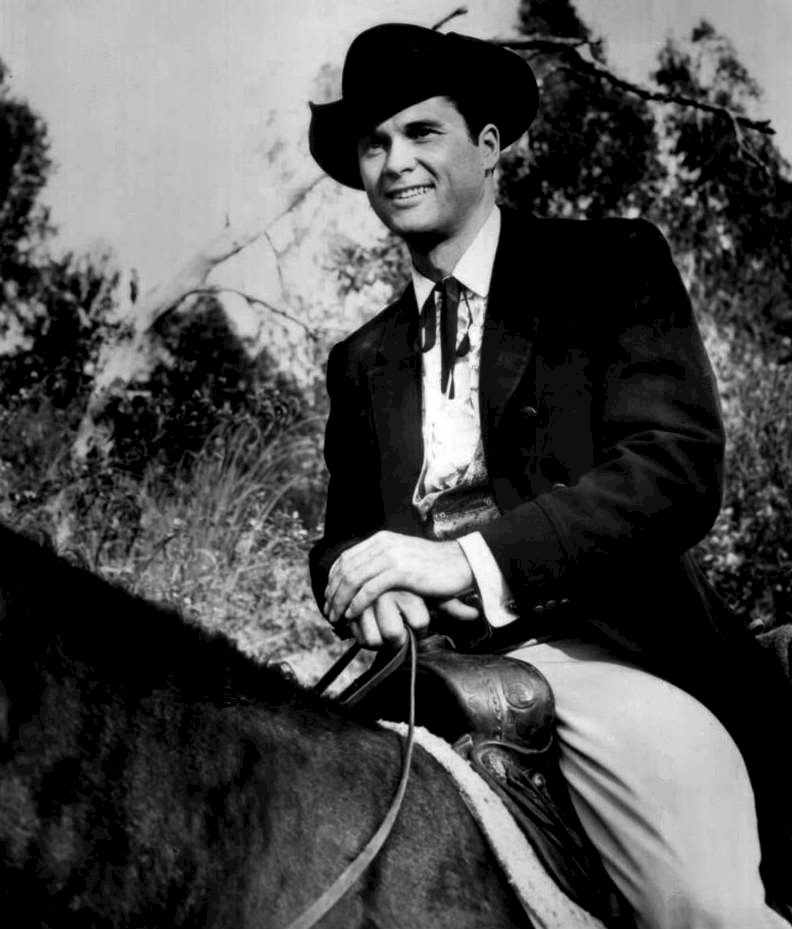
Robert Colbert als Brent Maverick (1961)

Robert Lewis Colbert (* 26. Juli 1931 in Long Beach, Kalifornien) ist ein US-amerikanischer Schauspieler.

## Leben
Colbert begann seine Schauspielkarriere Ende der 1950er Jahre mit kleinen Nebenrollen ohne Nennung im Abspann. Er spielte danach bis Mitte der 1960er Jahre hauptsächlich in Westernserien, unter anderem hatte er einige Gastauftritte als Bruder von James Garner und Cousin von Roger Moore in der Serie Maverick. Zwischen 1960 und 1964 hatte er daneben eine wiederkehrende Rolle in 77 Sunset Strip. 1965 wurde er für eine der Hauptrollen in der Science-Fiction-Serie Time Tunnel besetzt. Die Serie wurde jedoch trotz einer Emmy-Auszeichnung und guten Quoten bereits nach einer Staffel mit 30 Folgen abgesetzt. Zwischen 1973 und 1982 spielte er in der Seifenoper Schatten der Leidenschaft die Figur des Stuart Brooks. Daneben hatte er in den 1970er und 1980er Jahren Gastrollen in verschiedenen erfolgreichen Serienformaten. Zu seinen wenigen Spielfilmauftritten gehört die Komödie Amazonen auf dem Mond von 1987. Seinen bislang letzten Auftritt hatte er Mitte der 1990er Jahre in zwei Folgen der Serie Baywatch mit David Hasselhoff in der Hauptrolle, der in Schatten der Leidenschaft seinen Schwiegersohn gespielt hatte.
Colbert war zwischen 1961 und 1976 mit der Songwriterin Dotty Harmony verheiratet, die unter anderem für Ricky Nelson komponierte. Aus der Ehe gingen zwei Kinder hervor.

## Filmografie (Auswahl)
- 1960–1964: 77 Sunset Strip (Fernsehserie, 7 Folgen)
- 1960–1961: Maverick (Fernsehserie, 4 Folgen)
- 1961: Claudelle und ihre Liebhaber (Claudelle Inglish)
- 1962: Lawman (Fernsehserie, eine Folge)
- 1962–1964: Die Leute von der Shiloh Ranch (The Virginian, Fernsehserie, 3 Folgen)
- 1963: Am Fuß der blauen Berge (Laramie, Fernsehserie, eine Folge)
- 1965: Bonanza (Fernsehserie, eine Folge)
- 1966–1967: Time Tunnel (The Time Tunnel, Fernsehserie, 30 Folgen)
- 1969: Hawaii Fünf-Null (Hawaii Five-0, Fernsehserie, eine Folge)
- 1970–1972: Mannix (Fernsehserie, 4 Folgen)
- 1971: Um 9 Uhr geht die Erde unter (City Beneath the Sea) (Fernsehfilm)
- 1972: Kobra, übernehmen Sie (Mission: Impossible, Fernsehserie, eine Folge)
- 1973–1975: Schatten der Leidenschaft (The Young and the Restless, Fernsehserie, 2 Folgen)
- 1978: Quincy (Quincy, M. E., Fernsehserie, eine Folge)
- 1984: Knight Rider (Fernsehserie, eine Folge)
- 1985: Die Fälle des Harry Fox (Crazy Like a Fox, Fernsehserie, eine Folge)
- 1985: Simon & Simon (Fernsehserie, eine Folge)
- 1987: Amazonen auf dem Mond oder Warum die Amis den Kanal voll haben (Amazon Women on the Moon)
- 1991: In der Hitze der Nacht (In the Heat of the Night, Fernsehserie, eine Folge)
- 1994: Frasier (Fernsehserie, eine Folge)
- 1994–1995: Baywatch – Die Rettungsschwimmer von Malibu (Baywatch, Fernsehserie, 2 Folgen)